# 국도 제177호선 (일본)

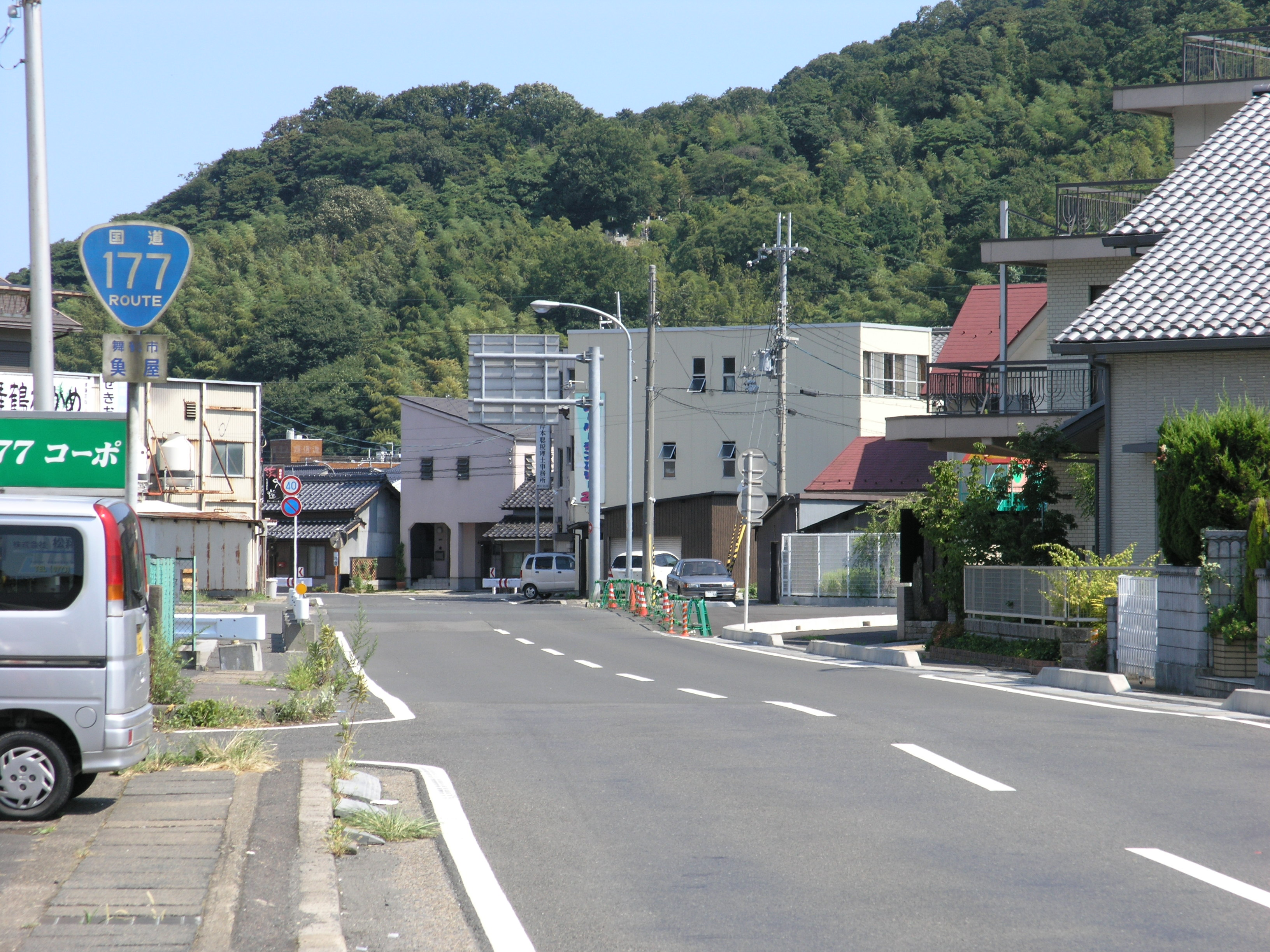
국도 제177호선 전경이며, 위치는 마이즈루시의 우오야 일대이다.

국도 제177호선(일본어: 国道177号)은 교토부 마이즈루시의 마이즈루항에서 출발하여 같은 관할 지역의 우오야 교차점까지 이어주는 일반 국도이다. 그러나 이 국도는 일본 국도 노선 중에서 174, 130, 198호선 다음으로 4번째로 짧은 국도 노선이기도 하며, 긴키 광역권 내에 부설된 국도 노선으로는 최단거리로 유명한 174번 국도 다음으로 2번째로 짧은 국도 노선이다.

## 연혁
통상적으로 해당 국도는 이전부터 일본국유철도의 마이즈루항 선과 서로 교차하여 있게 되는 도로망으로 부설된 상태이다.
- 1953년 5월 18일 : 2급 국도 제177호선인 마이즈루항선으로 지정되어 시행
- 1965년 4월 1일 : 도로에 관한 법률이 개정되자, 1·2급의 구분이 없어짐과 동시에 일반 국도 제177호로 다시 지정됨과 동시에 시행

## 지리
- 경유지는 유일하게 교토부 마이즈루시를 통과한다.
- 종점인 우오야 교차점에서는 국도 27호선과 국도 175호선이 서로 동반한 형태로 만난다.